# オールXリーグ
オールXリーグは、Xリーグにおいて、シーズン中に各ポジションで最高の選手に与えられる名誉である。 

## 概要
Xリーグでプレイするアメリカンフットボール選手を対象に、オフェンス11名、ディフェンス11名、スペシャルチーム3名の計25名がヘッドコーチの投票により選出される。2019年からは、1部リーグのX1がSuperとAreaに分けられたことに伴い、オールXリーグチームも2つのクラスに分けられた。X1 SuperとX1 Areaから、それぞれ25名ずつが選出される。2020年、COVID-19の流行によるシーズン短縮のため、X1 AreaのールXリーグチームは、ウエストチームとイーストチームに拡大された。